# مسجد جامع بیارجمند
مسجد جامع بیارجمند مربوط به دوره صفوی است و در شهرستان شاهرود بیارجمند، داخل شهر واقع شده و این اثر در تاریخ ۱۰ مهر ۱۳۸۰ با شمارهٔ ثبت ۳۹۷۰ به‌عنوان یکی از آثار ملی ایران به ثبت رسیده است.